# Колчанова Людмила Сергіївна
Людмила Колчанова (рос. Людмила Сергеевна Колчанова, 1 жовтня 1979) — російська легкоатлетка (стрибки у довжину), срібна призерка чемпіонату світу (2007) та чемпіонка Європи (2006) зі стрибків у довжину. 